# Rebecca Salter
Rebecca Margaret Salter, née en 1955 est une céramiste, peintre et graveuse britannique. Salter se spécialise dans l'impression au bloc de bois, combinant les traditions occidentales et orientales. Elle publie deux livres sur les estampes japonaises sur bois : Japanese Woodblock (2001) et Japanese Popular Prints: From Votive Slips to Playing Cards (2006). Elle devient la première femme présidente de la Royal Academy of Arts en 2019.

## Biographie

### Jeunesse et formation
Rebecca Salter suit une formation à l'école polytechnique de Bristol, et y obtient son diplôme en 1977. Selon Gillian Forrestor, son professeur à Bristol, George Rainer encourage ses étudiants à ne pas se limiter à leurs supports préférés, mais à utiliser les opportunités offertes par l'université pour expérimenter. Salter apprécie la liberté de s’engager dans des techniques et des pratiques mixtes, qui deviennent par la suite une partie intégrante de sa pratique.
En 1979, Salter reçoit la bourse Leverhulme qui lui confère le statut de chercheuse auprès de l'Université des Arts de la Ville de Kyoto au Japon jusqu'en 1981. Elle y étudie l'impression traditionnelle japonaise sur bois avec le professeur Kurosaki Akira. Avant 2016, Salter est maître de conférences associée au cours de gravure au Camberwell College of Arts. 

### Carrière
En 1985, Salter s'installe à Londres et se lance dans la peinture sur toile. Elle considère toutefois son travail comme « la fabrication d'un objet » plutôt que la création d'une surface. Les apprentissages liés à son séjour au Japon se perpétuent grâce à ce nouveau média. Les traditions calligraphiques présentes dans son œuvre peuvent être observées à travers les lignes de Untitled RR21 (2009), qui, selon Sadako Okhi, rappellent un étang aux nénuphars de Monet, où les nénuphars ont été remplacés par des killis. En 1995, elle remporte le prix de la Fondation Pollock-Krasner et en 1995 le prix Cheltenham Open Drawing en 1997.
En 2009, Salter travaille en collaboration avec les architectes Gibberd sur la rénovation de l'hôpital St George à Tooting, dans le sud de Londres. On y retrouve l'application de concepts japonais liés à l'espace. Salter affirme la valeur thérapeutique de l'art, elle déclare :

« Pour m'inspirer sur la façon de transformer la nouvelle entrée principale en un lieu spécial, je me suis tournée vers des aspects de l'art et de l'architecture japonais qui m'ont influencé depuis mes études là-bas au début de ma carrière. Le concept spatial le plus important que je voulais introduire était une manière intuitive de naviguer en utilisant la lumière et la texture. J'espère que toute personne arrivant au périmètre du site n'aura plus besoin d'étudier une carte pour s'orienter. »

Salter expose régulièrement à Londres et à l’étranger. En 2011, elle a sa première grande rétrospective dans une institution muséale. L'exposition s'intitule Into the light of things au Centre d'art britannique de Yale. Cette exposition est une enquête approfondie sur l'aspect central du dessin dans la création artistique et la notion de dialogue entre l’esthétique orientale et occidentale, ainsi que la pratique artistique et l’architecture.

### Académie royale des arts
En 2019, Salter est élue présidente de la Royal Academy, faisant d'elle la première femme présidente dans les 251 ans d'histoire de la Royal Academy. Elle occupe le poste de gardienne jusqu'en 2020,.

## Expositions sélectionnées
- LINE, Fosterart, Londres, Royaume-Uni, 2004
- Bliss of Solitude, Beardsmore Gallery, Londres, Royaume-Uni, 2006
- The Unguiet Gaze, Galerie Howard Scott, New York, États-Unis, 2007
- Pale Remembered, Beardsmore Gallery, Londres, Royaume-Uni, 2009
- Into the Light of Things, Centre d'art britannique de Yale, Connecticut, États-Unis, 2011
- In Praise of Shadows, Projets Cassina, NYC et ARTUNER.com, 2017
- The Realm of Objects and Ideas, ARTUNER.com, 2018
- Memories Arrested in Space, The Italian Cultural Institute of London et ARTUNER.com, 2018
- One Year Anniversary Show, Galerie Pugliese Levi, Berlin, Allemagne, 2018
- Multiple Thoughts: Artists Make Prints, The Keeper's House, Royal Academy of Arts, Londres, Royaume-Uni, 2018

## Ouvrages publiés
- (en) Japanese Woodblock Printing, A & C Black, 2001[9].
- (en) Japanese Popular Prints: From Votive Slips to Playing Cards, University of Hawaii Press, 2006[10].